# Джибелли, Примо Анжелович
Примо Анжелович Джибелли (итал. Primo Gibelli; 27 декабря 1893, Бергамо, Италия — 11 ноября 1936, Алькоркон, Испания) — итальянец, советский лётчик-испытатель, Герой Советского Союза, капитан ВВС.

## Биография
Родился 27 декабря 1893 года в деревне Масано в провинции Бергамо. Через несколько лет семья переехала в Турин и жила в рабочем районе, отец, Анжело, социалист по убеждениям, работал на  заводе Fiat. В ранние годы его воспитывал дедушка, поклонник Гарибальди, так как родителям Примо приходилось много работать.
Учился в средней школе в Безансоне.  Вернувшись в Турин, поступил на вечерние курсы и начал работать на заводе авиационных двигателей концерна Fiat. Включился в антивоенную деятельность (против войны Италии в Ливии), встречался с Антонио Грамши, был арестован, но продолжил свою антивоенную и антиимпериалистическую агитационную деятельность.
В 1917 году был среди тех социалистов, которые приветствовали Октябрьскую революцию в России, был уволен, арестован за «крамольную» демонстрацию и отправлен в военное училище, однако вернулся на Fiat, где принял участие в забастовочном движении.
После образования Итальянской коммунистической партии в январе 1921 года сразу же в неё вступил.
В связи с угрозой установления в стране фашистского режима в 1921 году эмигрировал в Советскую Россию, сначала работал водителем автомобиля "Форд" в Москве, одновременно обучаясь русскому языку.
В том же 1921 году добровольцем вступил в Красную Армию, стал курсантом стрелкового училища, в качестве которого был направлен для прохождения службы на Украину. Вскоре после зачисления в часть сумел отремонтировать вышедший из строя по причине поломки двигателя двухпулемётный броневик и, как технический специалист, был назначен на должность командира этого броневика.
Принимал активное участие в борьбе с бандформированиями на Украине с 1921 по 1922 год, за смелость, проявленную в боевом столкновении с противником 12 апреля 1921 года ему была объявлена благодарность.
7 ноября 1921 года вступил в РКП(б), получив партийный билет № 0429213.
С 1922 года в авиации: сначала был зачислен в Зарайское авиаучилище, в дальнейшем продолжил обучение в Качинской авиашколе, после окончания которой в качестве военлёта зачислен в 1-й авиаотряд РККА.
Принимал участие в борьбе с дашнаками и басмачами. В 1926 году во время выполнения разведывательного полёта был сбит и попал в плен к басмачам, однако сумел бежать, угнав самолёт, в котором находился английский военный советник. Перелетел обратно на свой аэродром (с захваченным советником) и за этот подвиг в 1926 году был награждён орденом Красного Знамени.
В 1928 году за спасение рыбаков в Азовском море награждён именным оружием и Почётной грамотой ВЦИК.
С 1933 года работал в НИИ ВВС. Предпринял неудачную попытку пролететь на самолёте под мостом через Москву-реку. В результате самолёт был разбит, а он сам после лечения был уволен из армии. Занимался ремонтом авиадвигателей, работал на автозаводе в Москве.
Женился на Валентине Валериановне Мараз (Мороз), дочери итальянского эмигранта-коммуниста. Дочь — Эрнестина.
В 1936 году с документами испанского гражданина Хосе Антонио Галарса (José Antonio Galarza) и под псевдонимом «Кольдеро» в составе первой группы советских добровольцев прибыл в Испанию. Участвовал в гражданской войне на стороне правительства Испанской республики, воевал в составе 1-й интернациональной бомбардировочной эскадрильи на французском самолёте «Potez 54».
10 ноября 1936 года был сбит к северо-востоку от города Алькоркона. Выпрыгнув с парашютом из горящего самолёта, был отнесён ветром через линию фронта, попал в плен к франкистам и был разрублен топором на куски марокканцами. На следующий день при авианалёте авиаэскадрильи легиона «Кондор» на Мадрид на позиции республиканцев был сброшен на парашюте брезентовый тюк, в котором находилось изрубленное на части тело Джибелли с запиской-предупреждением с угрозами в адрес остальных советских лётчиков. После проведения медицинской экспертизы было установлено, что на части рубили живого человека.
31 декабря 1936 года Постановлением ЦИК СССР «за образцовое выполнение специальных и труднейших заданий Правительства по укреплению оборонной мощи Советского Союза и проявленный в этом деле героизм» посмертно удостоен звания Героя Советского Союза с награждением медалью «Золотая Звезда» и орденом Ленина.
В сентябре 1948 года Розе Бьянки — матери Примо Джибелли — была назначена персональная пенсия от правительства СССР.

## Память
Обелиск и памятная доска в Зарайске («В этом здании в 1921—22 гг. помещалась летная школа в которой обучались Герои Советского Союза П.А. Джибелли, Б.А. Туржанский»).

## Отражение в литературе и искусстве
- Андрэ Мальро. «Надежда» (1937).